# قرن الوشل (مودية)

تعديل مصدري - تعديل

قرن الوشل هي إحدى قرى عزلة مودية بمديرية مودية التابعة لمحافظة أبين، بلغ تعداد سكانها 614 نسمة حسب تعداد اليمن لعام 2004.